# Стрёмстедт, Анна Карин
Анна Карин Стрёмстедт (швед. Anna-Karin Strömstedt; род. 1 января 1981, Вансбро) — шведская лыжница и биатлонистка, победительница этапа Кубка мира в лыжных гонках.

## Карьера лыжницы
В Кубке мира Стрёмстедт дебютировала 11 марта 1998 года, в феврале 2007 года одержала единственную в карьере победу на этапе Кубка мира, в эстафете. Кроме этого имеет на своём счету 1 попадание в тройку лучших на этапах Кубка мира, в командном спринте, в личных гонках не поднималась выше 10-го места. Лучшим достижением Стрёмстедт в общем итоговом зачёте Кубка мира является 42-е место в сезоне 2005/06.
На Олимпийских играх 2006 года в Турине заняла 47-е место в скиатлоне 7,5+7,5 км, 30-е место в масс-старте на 30 км свободным стилем и 4-е место в эстафете.
За свою карьеру принимала участие в одном чемпионате мира, на чемпионате мира 2007 года в Саппоро была 40-й в скиатлоне 7,5+7,5 км, кроме того стартовала в масс-старте на 30 км классическим стилем, но не добралась до финиша.
Использовала лыжи и ботинки производства фирмы Rossignol

## Карьера биатлонистки
С сезона 2010/11 перешла из лыжных гонок в биатлон, с тех пор приняла участие в трёх чемпионатах мира, лучший результат 5-е место в эстафете на чемпионате 2012 года, а в личных гонках 36-е место в гонке преследования на чемпионате 2011 года.
В Кубке мира 12 раз в карьере попадала в очковую зону (40 лучших), лучший результат 12-е место в спринте в сезоне 2012/13 на этапе в Хохфильцене. Лучший результат в общем итоговом зачёте Кубка мира 52-е место в сезоне 2011/12.
24 января 2014 года после того, как стало известно, что никто из представителей женской сборной Швеции не поедет на Олимпийские игры (несмотря на то, что они квалифицировались на неё), спортсменка объявила о завершении карьеры. После окончания сезона 2013/2014 Стрёмстедт подтвердила эту информацию и заявила, что собирается заняться тренерской деятельностью.